# Emily Gowers

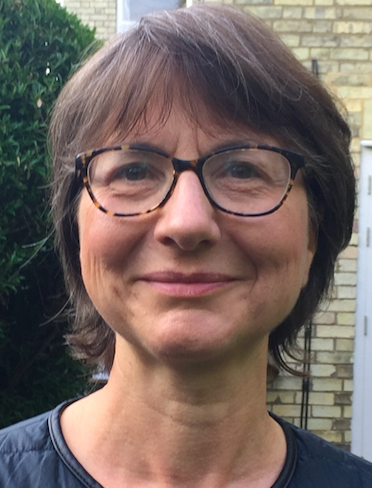
Emily Gowers (2018)

Emily Joanna Gowers (geborene Thomas; * 27. September 1963) ist eine britische Klassische Philologin.

## Leben
Gowers besuchte die Oxford High School. Sie studierte Classics am Trinity College (Cambridge) und erhielt 1985 ihren BA, gefolgt von ihrem MA 1990. 1990 promovierte sie in Cambridge mit der Dissertation „Die Darstellung von Lebensmitteln in der römischen Literatur“. Von 1988 bis 1991 war sie Junior Research Fellow am Trinity College in Cambridge. Von 1991 bis 1993 war Gowers Dozentin für Latein am University College in London, gefolgt von einer Zeit als Honorary Research Fellow an derselben Institution. 1998 wurde Gowers Lehrbeauftragte an der Faculty of Classics der University of Cambridge und wechselte im Jahr 2000 als Dozentin am Department of Classics an die Princeton University. Sie kehrte 2002 als Dozentin für Klassik nach Cambridge zurück und wurde 2009 Dozentin. Seit 2013 ist Gowers eine Lektorin für lateinische Literatur. Sie wurde im Jahr 2016 zur Professorin für lateinische Literatur ernannt.
Gowers wurde 2013 zum Mitglied der Academia Europaea gewählt. Im Juli 2019 wurde sie zu einem Fellow der British Academy gewählt. 1988 heiratete sie den Mathematiker Timothy Gowers. Sie ließen sich 2007 scheiden. Zusammen haben sie drei Kinder.

## Schriften (Auswahl)
- The Loaded Table. Representations of Food in Roman Literature. Clarendon Press, Oxford 1993, ISBN 0-19-814695-7.
- mit William Fitzgerald: Ennius Perennis: The Annals and Beyond. Cambridge Philological Society, Cambridge 2007, ISBN 978-0-906014-30-1.
- Horace: Satires I. Cambridge University Press, Cambridge 2012, ISBN 978-0-521-45220-5.